# 경포해수욕장

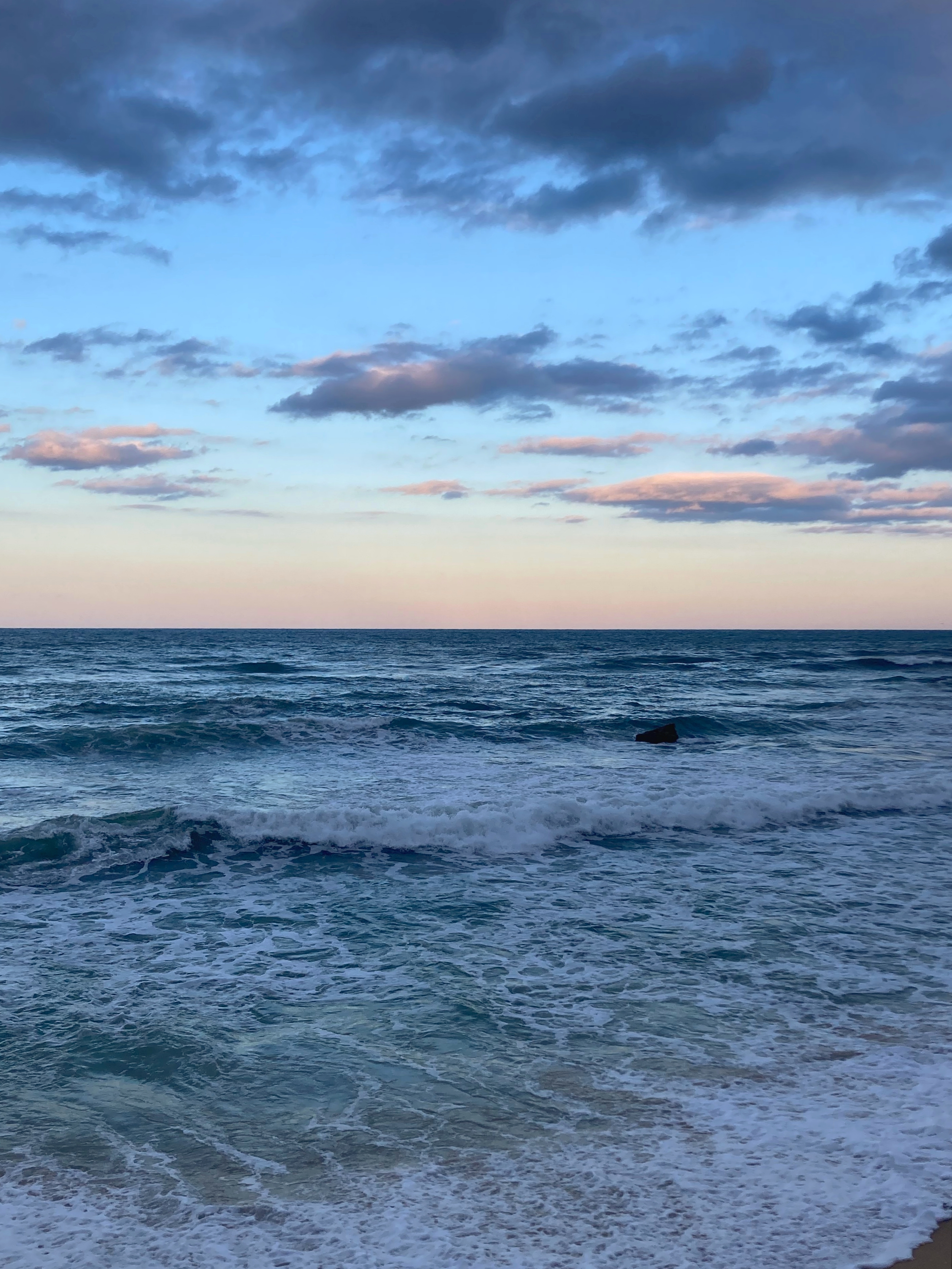

경포해수욕장(鏡浦海水浴場), 또는 경포해변(鏡浦海濱, Gyeongpo Beach)은 강원특별자치도 강릉시 안현동에 있는 해수욕장이다. 모래사장의 총 면적은 144,000m2 , 길이는 1.8 km, 폭은 80m이다.
경포해수욕장은 강원특별자치도 강릉시 강문동·안현동 일대에 있는 동해안 최대의 해수욕장이다. 경포호에서 흘러 내려오는 물줄기를 경계로 북쪽은 경포해변, 남쪽은 강문해변으로 나뉜다. 피서철에는 하루 평균 50만명의 피서인파가 몰리기도 한다. 경사가 완만하며 수질이 깨끗하고 모래의 질이 곱다. 경포해변 일대는 1982년 6월 도립공원으로 지정되었다.

## 현황
동해안의 대표적인 해수욕장답게 1.44km2의 모래사장, 해수욕장 주변을 둘러싸고 있는 송림병풍, 야영장, 오토캠프장, 주차장 시설 등을 겸비하고 있다. 매년 전통문예 행사로 여름해변축제, 「관노가면극」, 강릉농악, 사물놀이, 「학산오독떼기」 등이 열리고, 해변무용제, 「홍길동전」, 공개방송 등의 문화행사가 열린다. 1월 1일 새벽에는 해돋이 잔치도 열리고 있다.
2023년 4월 11일에는 해수욕장 근처의 난곡동에서 산불이 발생하여, 경포 지역 관광업이 큰 피해를 입었다.
2024년 5월 3일부터 서울고속버스터미널 방향으로 가는 동부고속 소속의 고속버스가 운행된다. 서울 ↔ 강릉 노선의 일부가 경포해수욕장으로 연장 운행하며, 서울에서는 아침 4회, 경포에서는 오후 4회 출발한다. 2023년 4월 11일 난곡동에서 벌어진 산불로 크게 침체된 지역 관광업계의 부흥을 위해, 경포 접근성을 높이는 취지에서 동부고속이 신설했다고 발표했다. 고속버스 승하차장은 안현동 경포해변 정류장이다.

## 사진

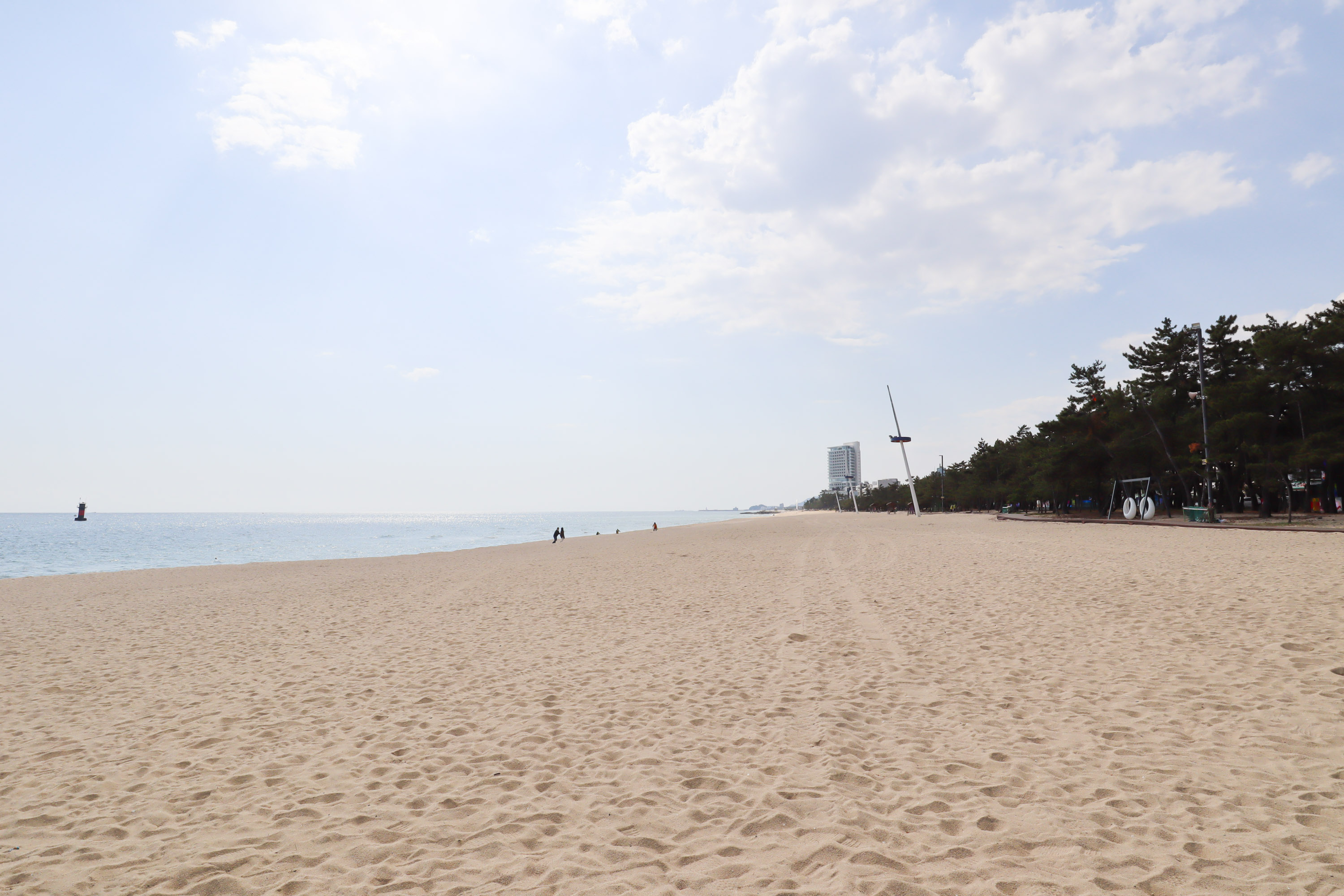
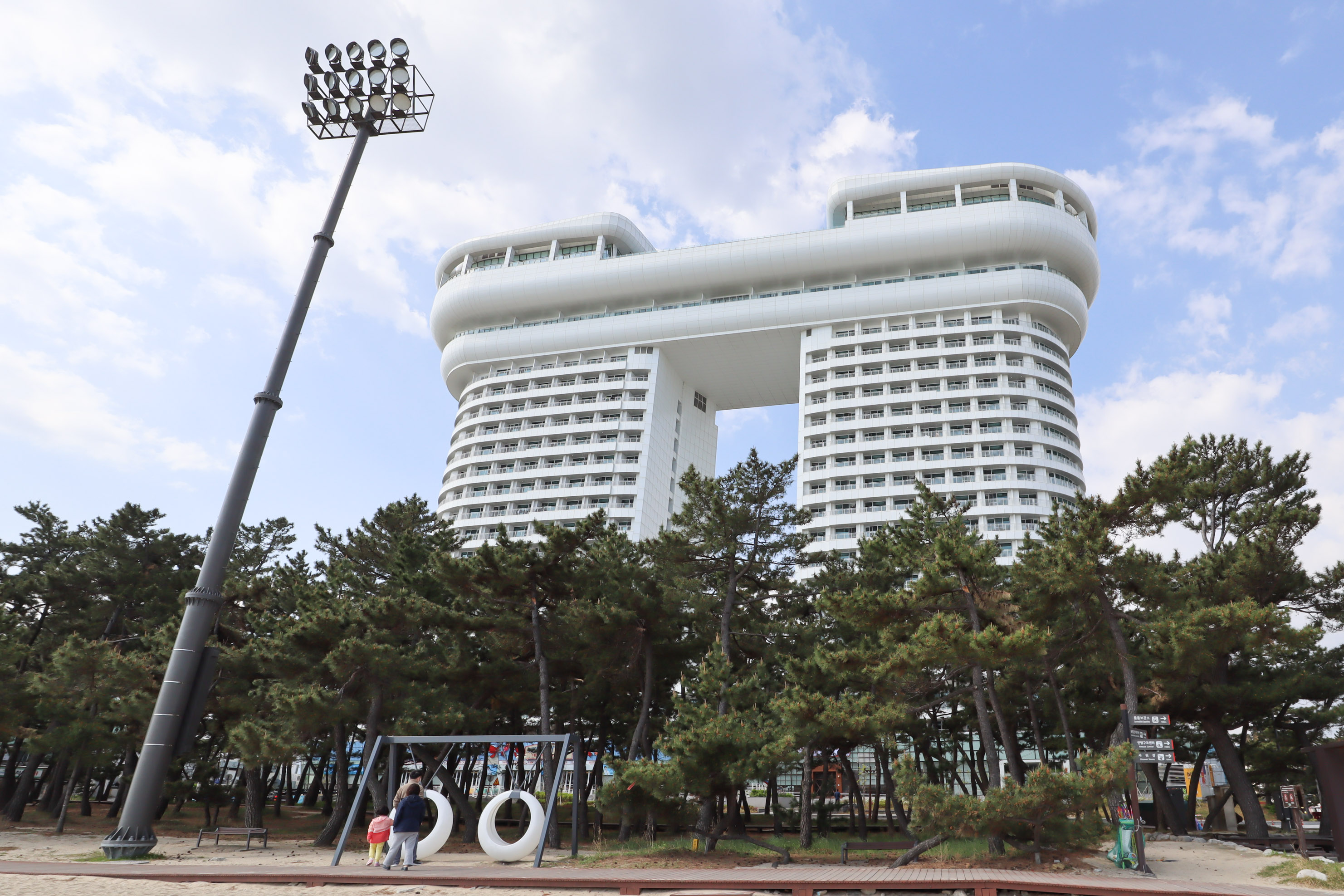
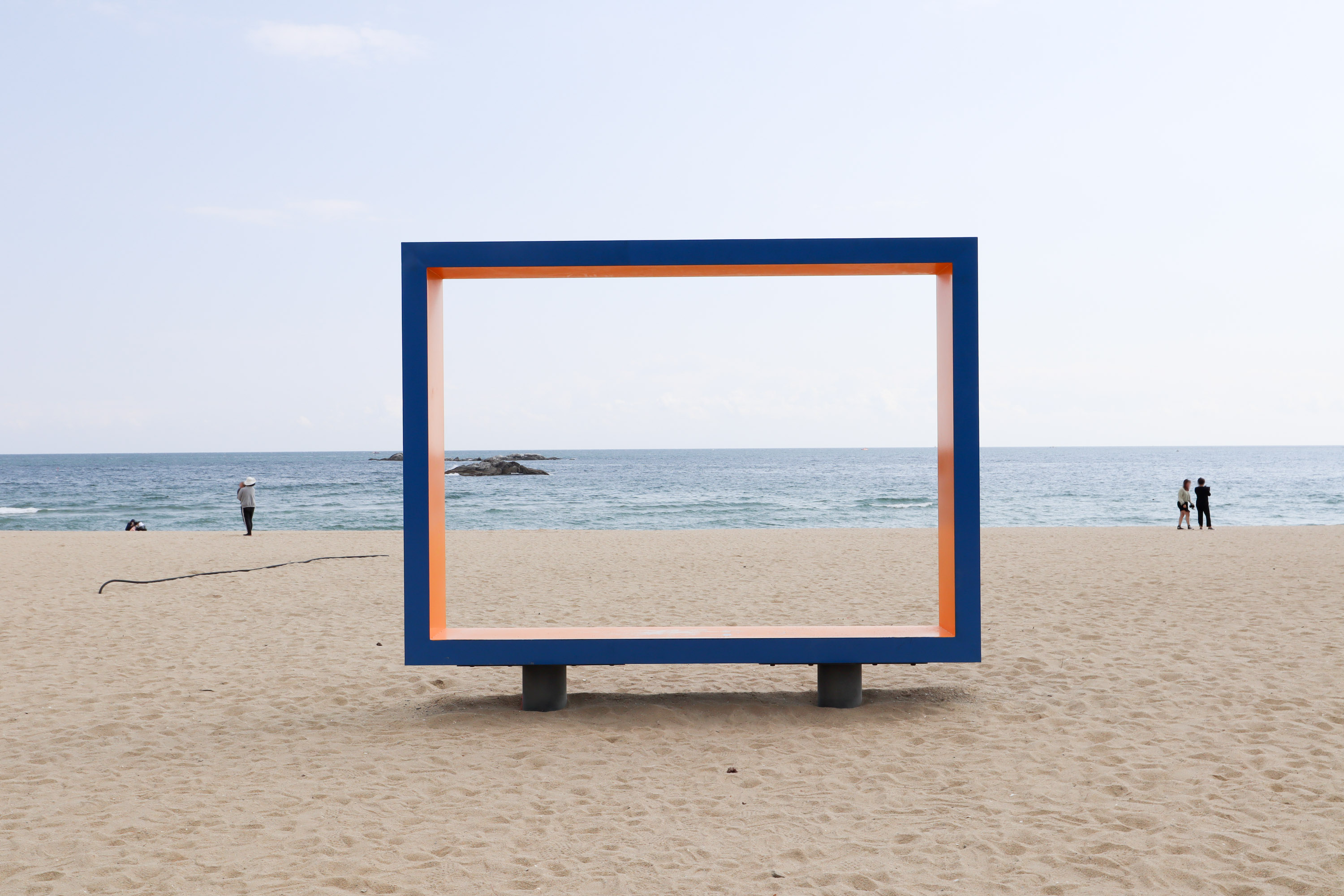
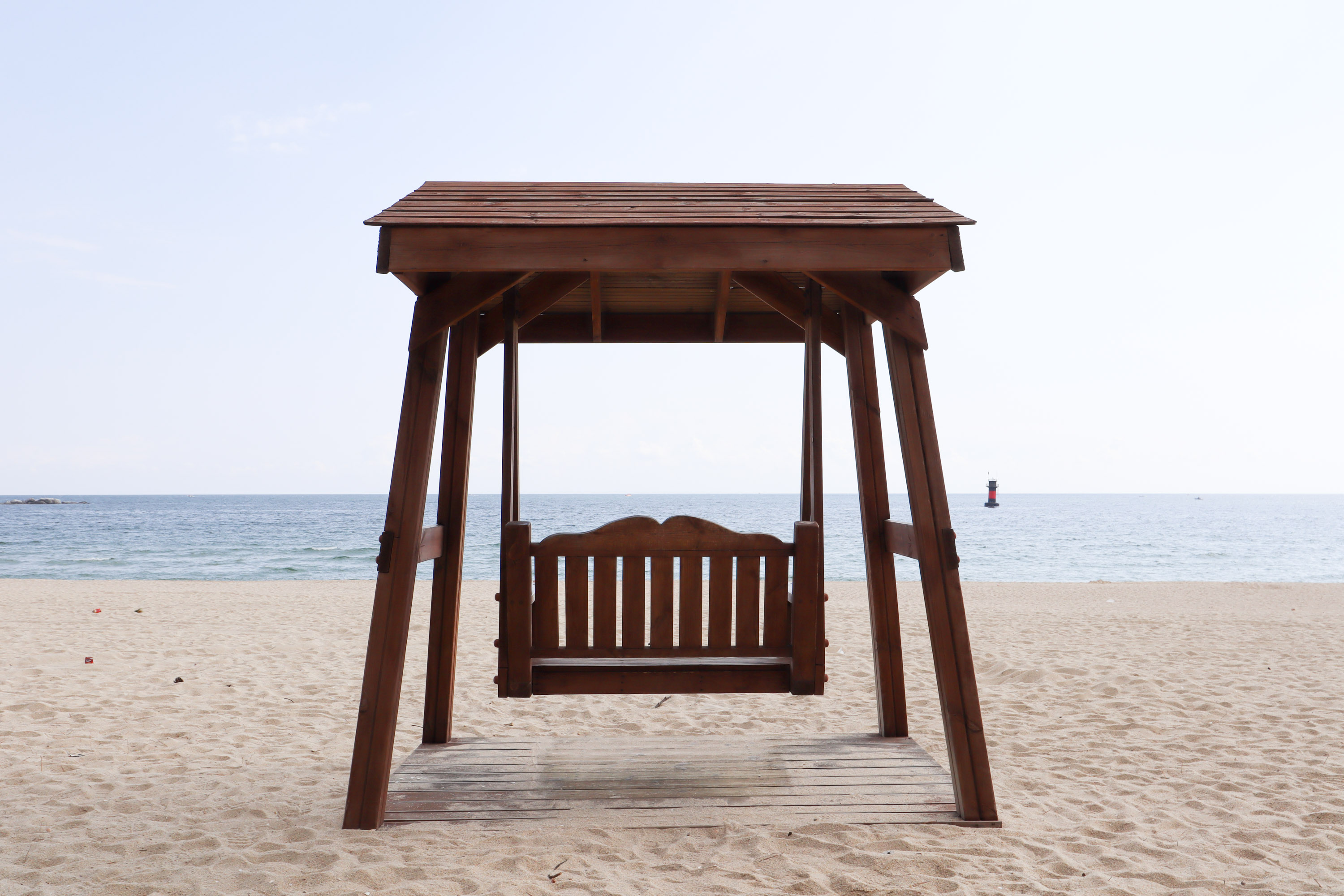
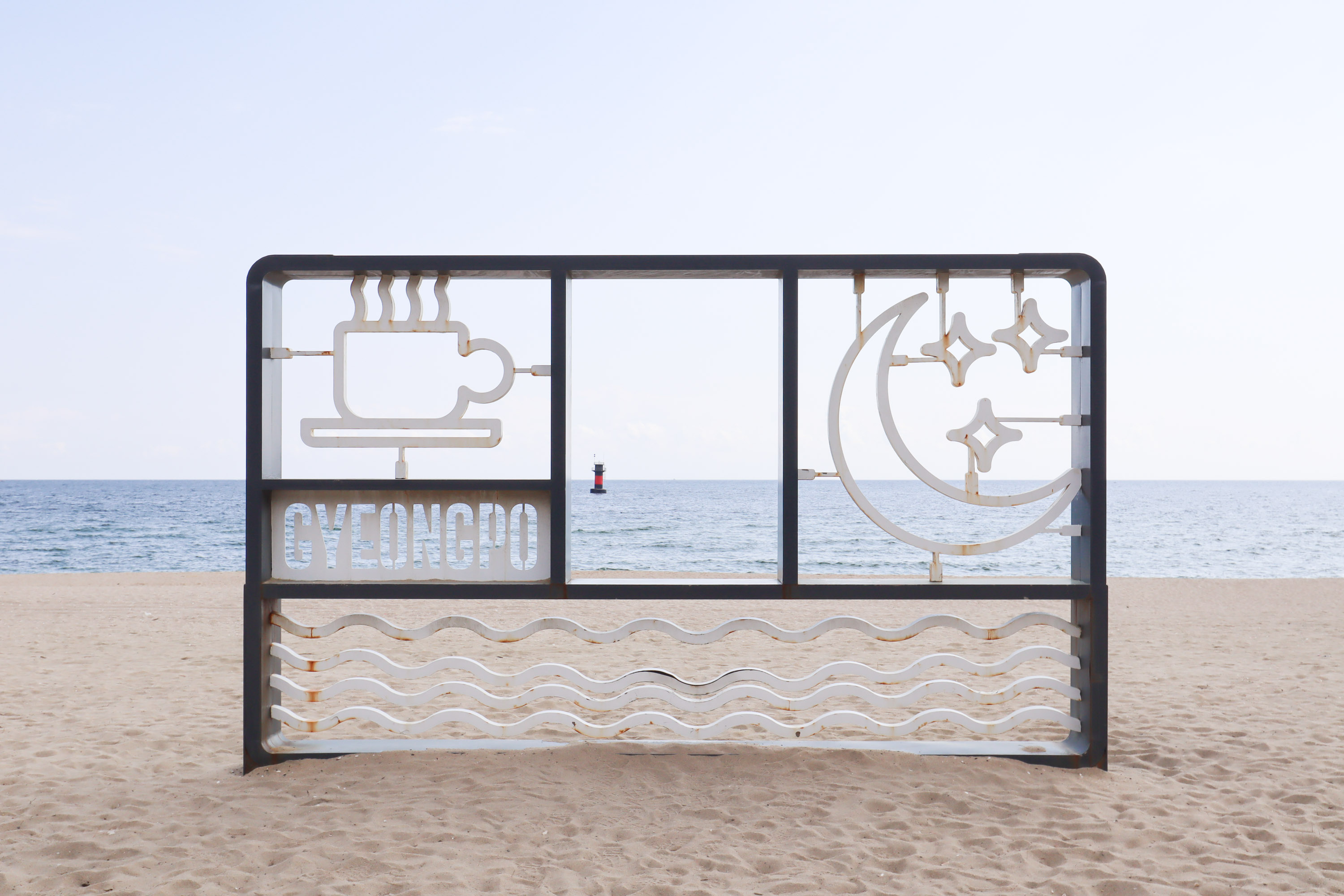
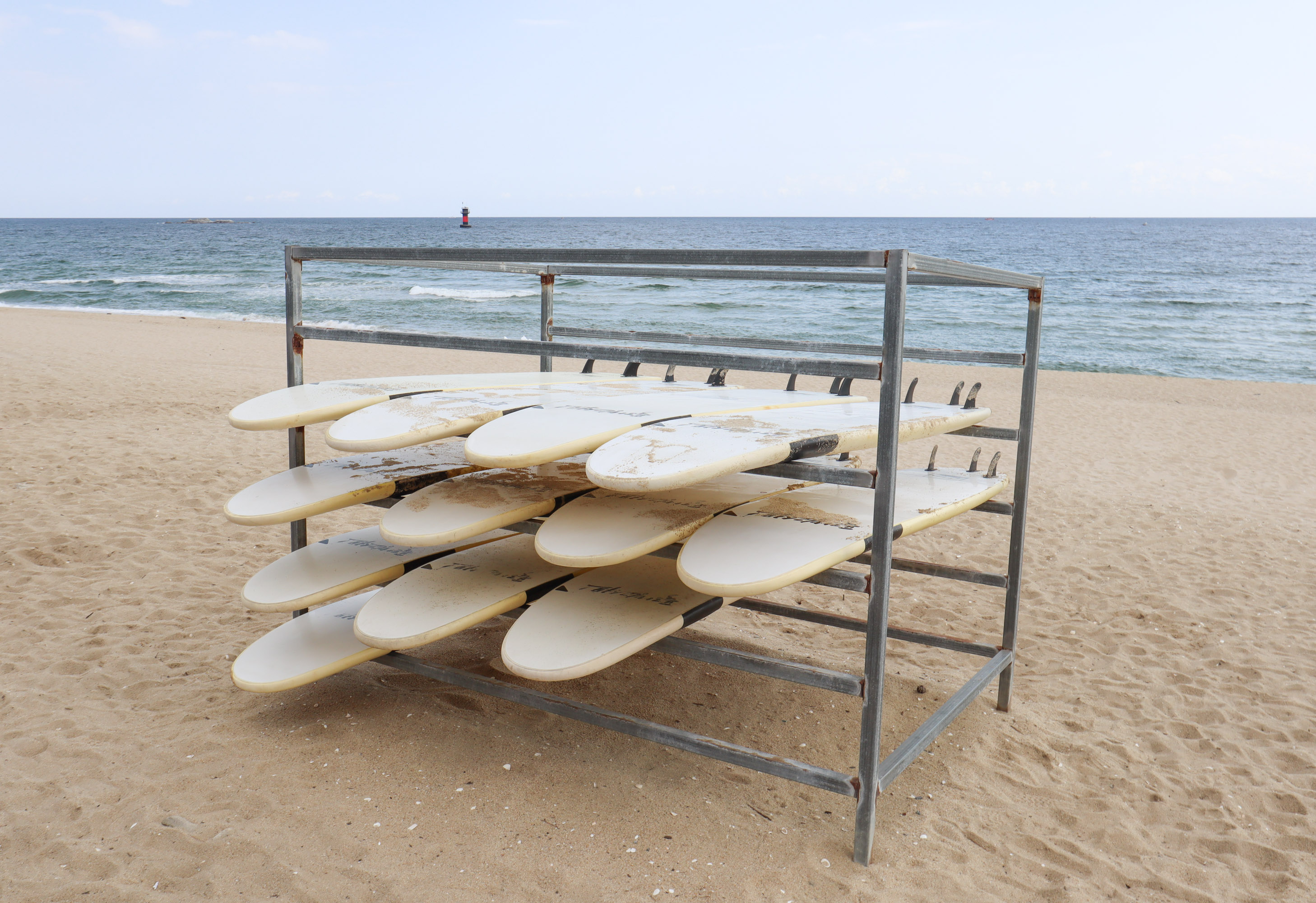
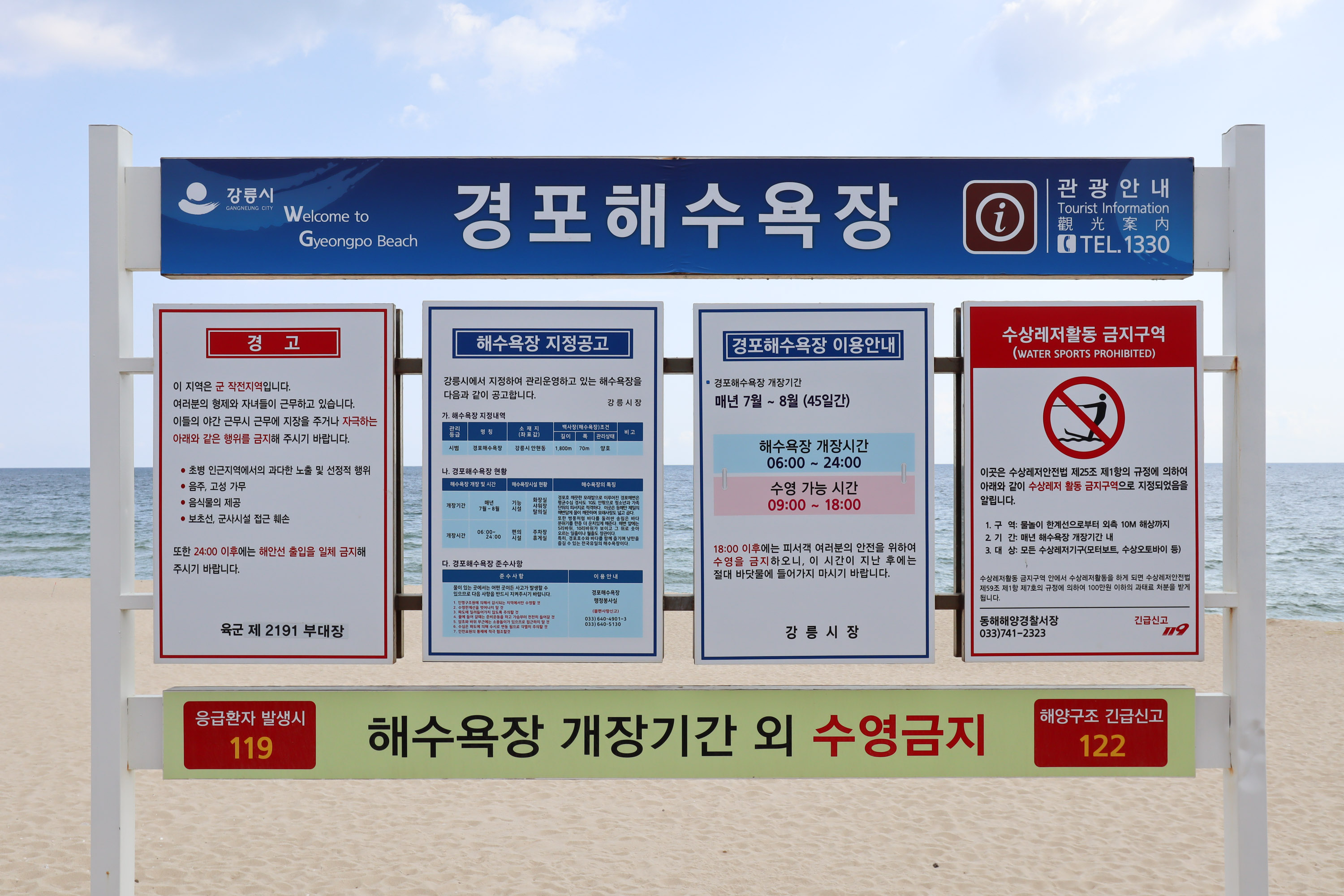
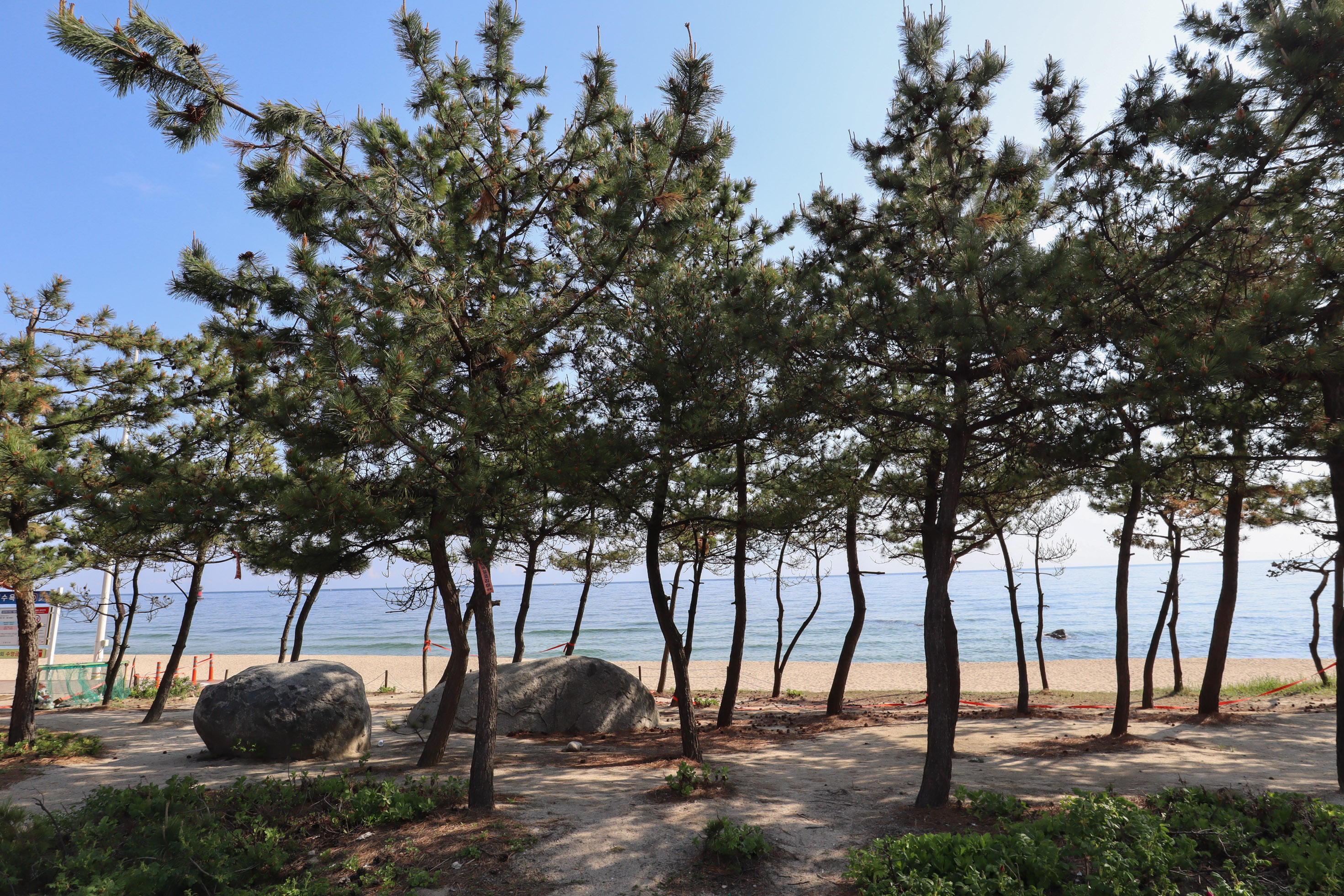
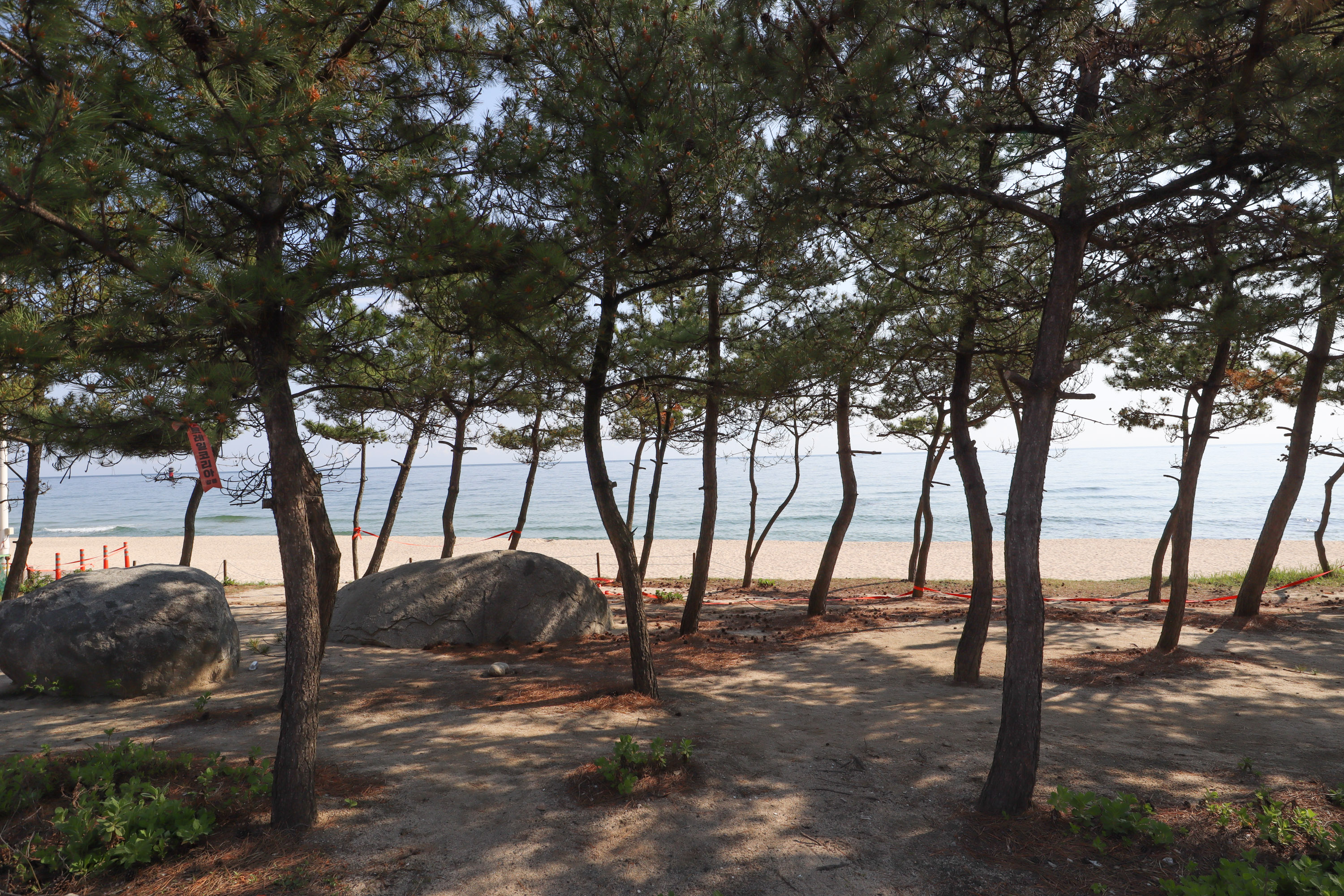
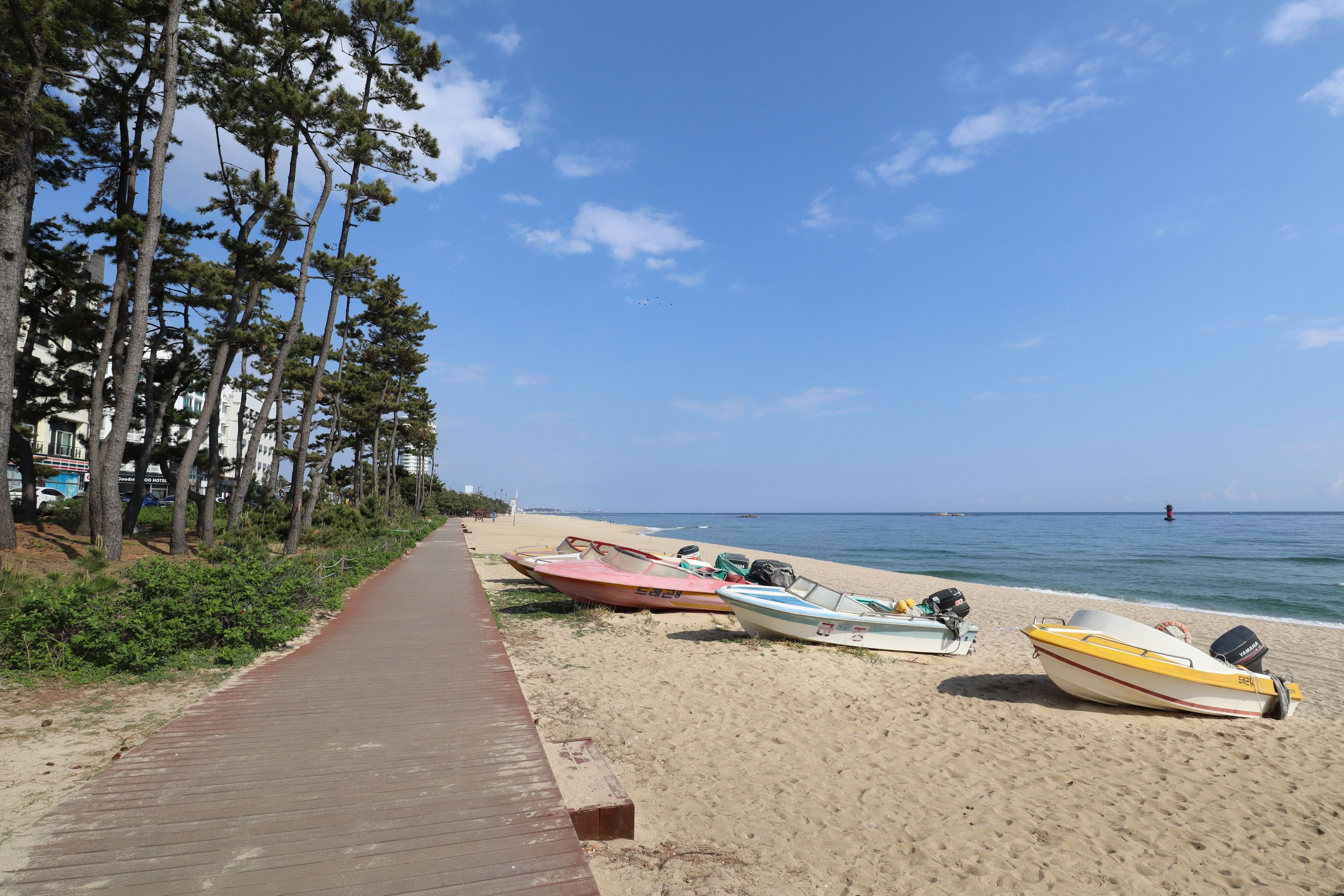
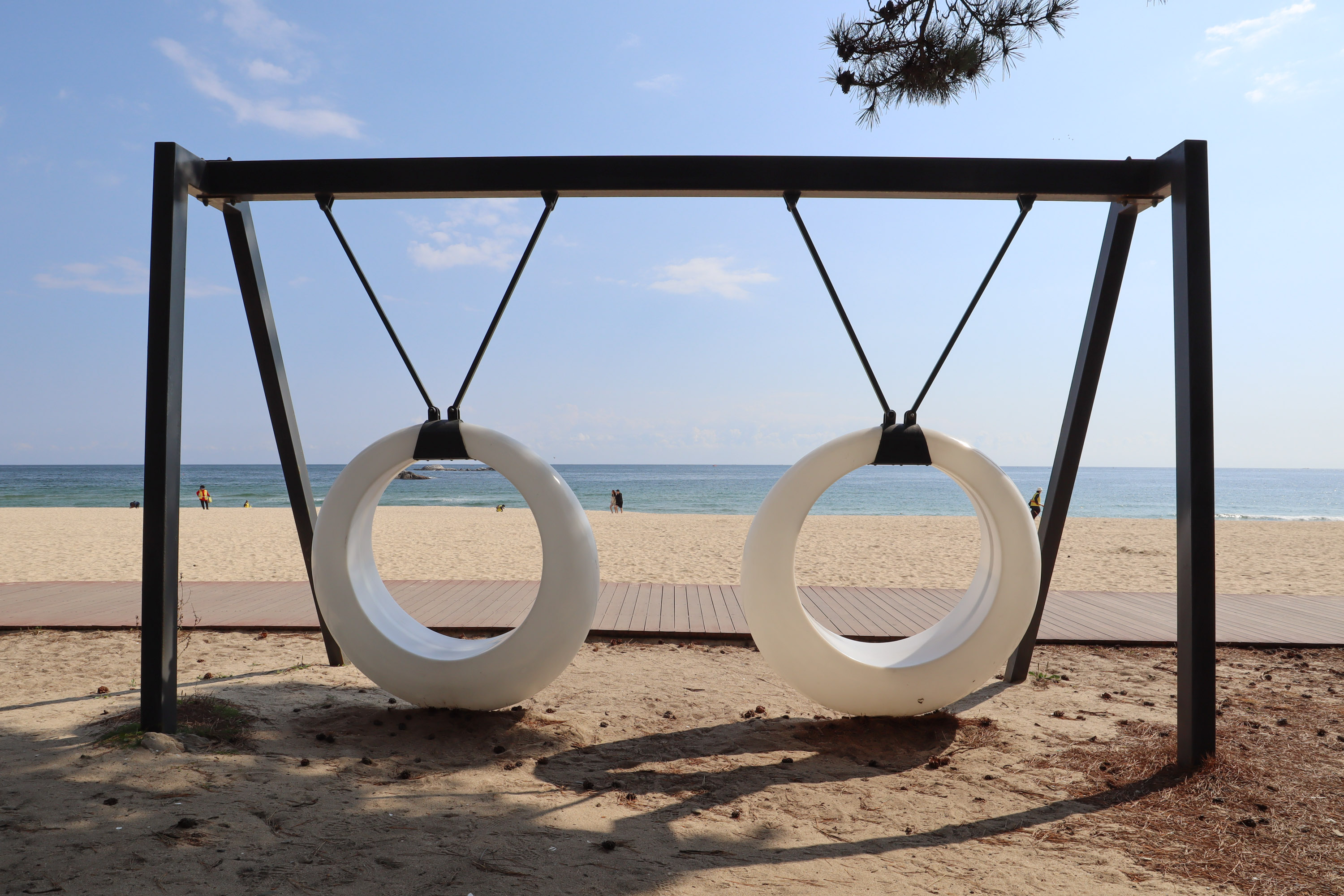
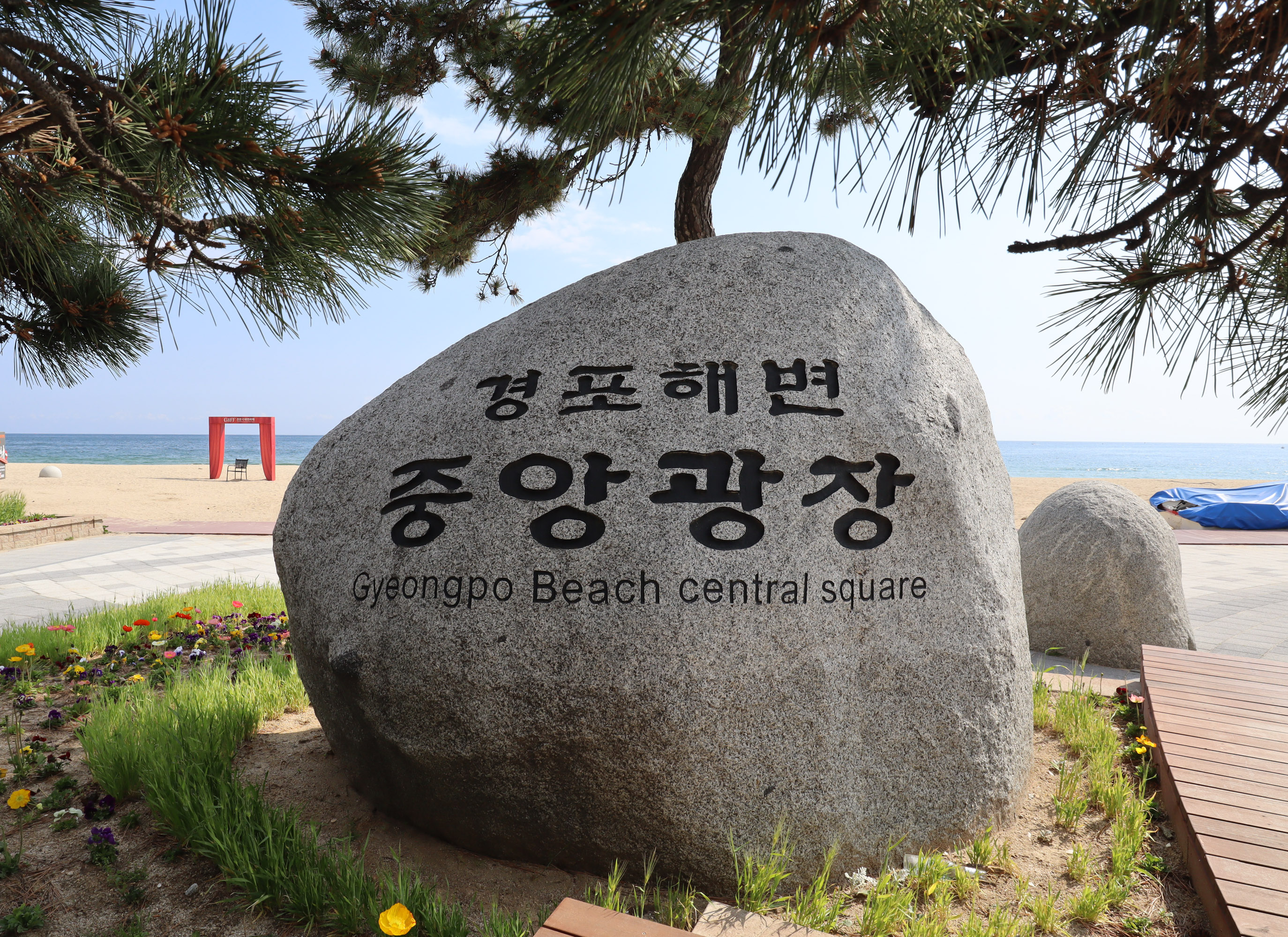
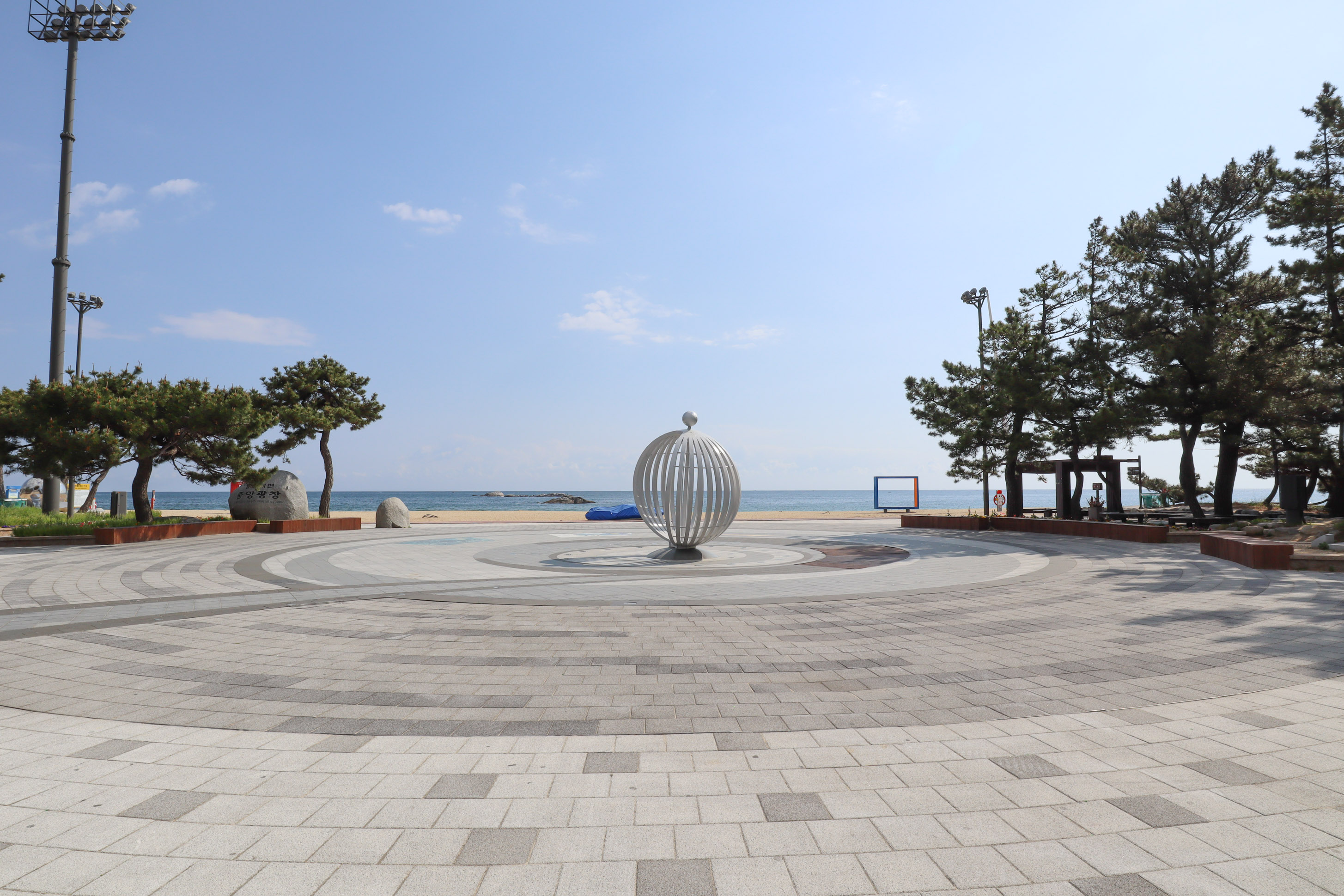
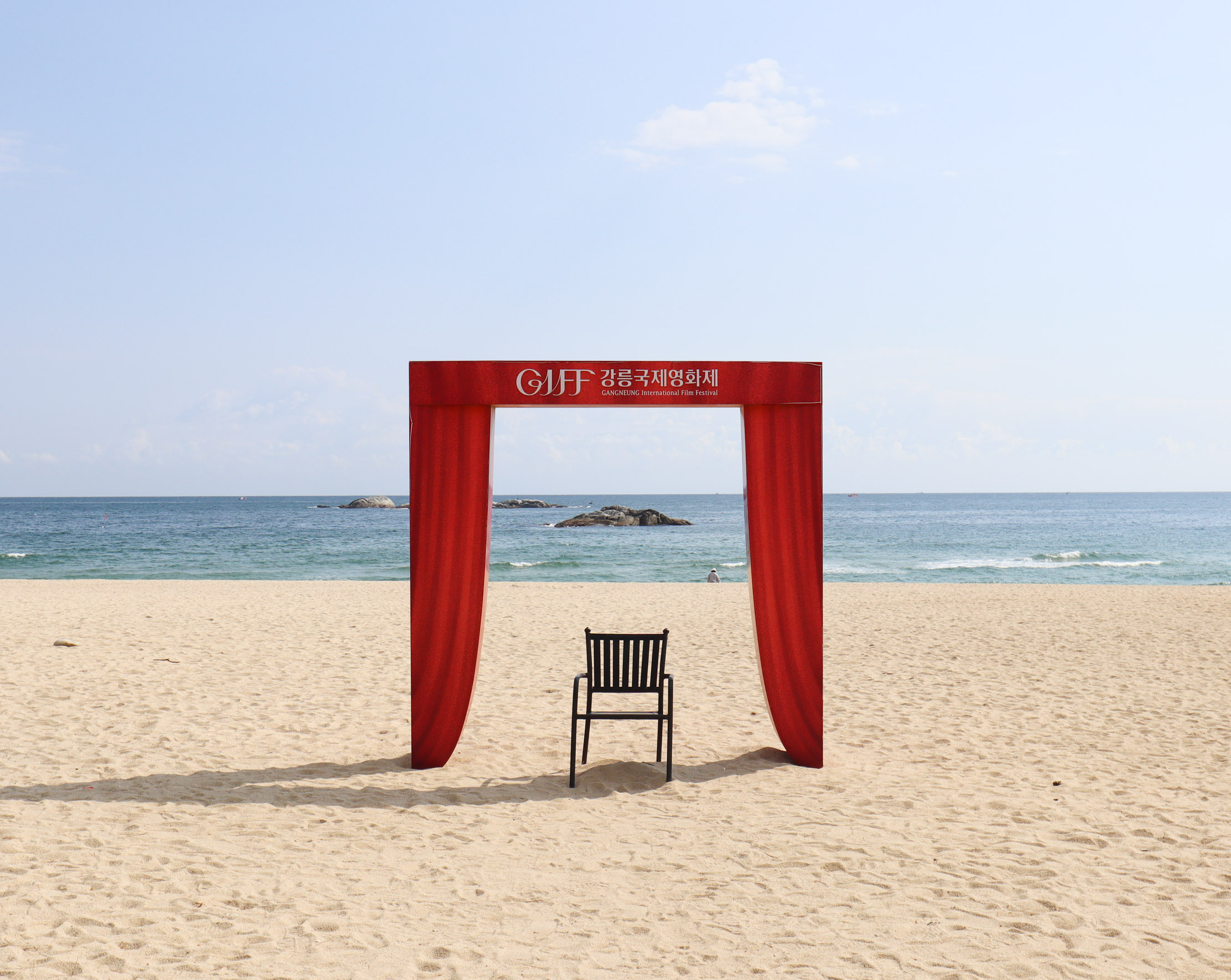

## 참고 자료
- 경포해변 - 기상청 일기예보